# Carol Wayne
Carol Wayne (ur. 6 września 1942 w Chicago, zm. 13 stycznia 1985 w Meksyku) – amerykańska telewizyjna i filmowa aktorka.  Najlepiej znana za rolę Martinée Lady z programu The Tonight Show Starring Johnny Carson.